# Richeval
Richeval là một xã trong vùng Grand Est, thuộc tỉnh Moselle, quận Sarrebourg, tổng Réchicourt-le-Château. Tọa độ địa lý của xã là 48° 38' vĩ độ bắc, 06° 54' kinh độ đông. Richeval nằm trên độ cao trung bình là m mét trên mực nước biển, có điểm thấp nhất là 286 mét và điểm cao nhất là 353 mét. Xã có diện tích 4,92 km², dân số vào thời điểm 1999 là 114 người; mật độ dân số là 23 người/km². Richeval nằm 15 km về phía tây của Sarrebourg.

## Thông tin nhân khẩu
| 1962 | 1968 | 1975 | 1982 | 1990 | 1999 |
| ---- | ---- | ---- | ---- | ---- | ---- |
| 127  | 133  | 134  | 105  | 96   | 114  |